# Philip Nitschke
Philip Haig Nitschke (8 de agosto de 1947), es un inventor australiano, autor, médico y fundador y director del grupo pro-eutanasia Exit International. 
Llevó a cabo una campaña con éxito para que el gobierno aprobara una ley que legalizara la eutanasia. Esta ley estuvo vigente en el Territorio del Norte y pudo ayudar a cuatro personas a terminar con sus vidas antes de que la ley fuera derrotada por el Gobierno de Australia. Nitschke fue el primer doctor en el mundo en administrar una inyección letal de forma legal y voluntaria la cual activaba el paciente mediante un sistema de jeringuilla conectada a un ordenador.
Nitschke ha denunciado públicamente que él y su grupo han sido regularmente objeto de acoso por parte de las autoridades de su país. En 2015 quemó su certificado de médico en respuesta a lo que consideraba condiciones onerosas que violaban su derecho de expresión, impuestas por el Medical Board of Australia.

## Primeros años y carrera
Nitschke nació en 1947 en Ardrossan, Australia del Sur, hijo de los maestros de escuela Harold y Gweneth (Gwen) Nitschke. Nitschke estudió física en la Universidad de Adelaida y obtuvo un doctorado de la Universidad de Flinders en física láser en 1972. Al rechazar una carrera en ciencias, viajó al Territorio del Norte para trabajar con el activista de los derechos territoriales aborígenes Vincent Lingiari y los Gurindji. en Cerro Onda. Después de la devolución de la tierra por parte del primer ministro, Gough Whitlam, Nitschke se convirtió en guardabosques de Parques y Vida Silvestre del Territorio del Norte. Sin embargo, después de lesionarse gravemente la articulación subastragalina, lo que efectivamente terminó con su carrera como guardabosques, comenzó a estudiar para obtener un título en medicina. Además de haber estado interesado durante mucho tiempo en estudiar medicina, ha sufrido de hipocondría la mayor parte de su vida adulta y esperó en vano con sus estudios de medicina educarse para salir del problema. Se graduó de la Facultad de Medicina de la Universidad de Sídney en 1989.
Después de graduarse, Nitschke trabajó como interno en el Royal Darwin Hospital y luego como médico general fuera del horario laboral. Cuando la rama del Territorio del Norte de la Asociación Médica Australiana se opuso públicamente a la legislación del Territorio del Norte propuesta para establecer la eutanasia legal, Nitschke y un pequeño grupo de médicos disidentes del Territorio publicaron una opinión contraria en NT News bajo el lema Médicos por el cambio. Esto lo colocó en una posición de portavoz informal de la legislación propuesta. Después de que la Ley de Derechos de los Enfermos Terminales (Ley ROTI) entrara en vigor el 1 de julio de 1996, Nitschke ayudó a cuatro personas con enfermedades terminales a poner fin a sus vidas utilizando la Máquina de Liberación que desarrolló. Esta práctica cesó cuando la Ley ROTI fue efectivamente anulada por la Ley de Leyes de Eutanasia de 1997 del Parlamento Australiano.
En las elecciones federales australianas de 1996, Nitschke se postuló en la sede del Territorio del Norte para los Verdes australianos, pero no tuvo éxito.
Después de que se anuló la Ley ROTI, Nitschke comenzó a brindar asesoramiento a otros sobre cómo pueden terminar con sus vidas, lo que llevó a la formación de Exit International en 1997. Un caso notable de Nitschke fue el de Nancy Crick, de 69 años. El 22 de mayo de 2002, Crick , en presencia de más de 20 amigos y familiares (pero no de Nitschke), tomó una dosis letal de barbitúricos, se durmió rápidamente y murió en 20 minutos. Nitschke había alentado a Crick a ingresar a cuidados paliativos, lo que hizo durante varios días antes de regresar a casa nuevamente. Se había sometido a varias cirugías para tratar el cáncer de intestino y le quedaron múltiples adherencias intestinales densas e inoperables que la dejaban con un dolor constante y frecuentemente en el baño con diarrea.[11] Sin embargo, no tenía una enfermedad terminal en el momento de su muerte. Nitschke dijo que el tejido cicatricial de una cirugía de cáncer anterior le había causado sufrimiento. "Ella en realidad no quería morir cuando tenía cáncer. Quería morir después de recibir tratamiento contra el cáncer", dijo.
Nitschke fue noticia en Nueva Zelanda cuando anunció planes para acompañar a ocho neozelandeses a México, donde la droga Nembutal, capaz de producir una sobredosis fatal, se puede comprar legalmente. También apareció en los titulares, incluso enfureciendo a algunos compañeros defensores del derecho a morir, cuando presentó su plan para lanzar un "barco de la muerte" que le habría permitido eludir las leyes locales mediante la eutanasia de personas de todo el mundo en aguas internacionales.
En las elecciones federales australianas de 2007, Nitschke compitió contra el político australiano Kevin Andrews en la sede victoriana de Menzies, pero no tuvo éxito.
En 2009, Nitschke ayudó a promover Salida digna, un programa de televisión de pago de 13 horas sobre el suicidio asistido por un médico en Hong Kong y China continental. El programa se emitió en octubre en China en el canal Family Health, a cargo de la Radio Nacional China oficial.
Las organizaciones que se oponen a la eutanasia, así como algunas que la apoyan, critican a Nitschke y sus métodos.

## Conflicto con la Junta Médica de Australia
En febrero de 2014, Nigel Brayley, de 45 años, se acercó a Nitschke después de un taller. Brayley enfrentaba constantes preguntas sobre la muerte de su esposa, que la policía estaba tratando como presunto asesinato. Otras dos amigas suyas también habían muerto, una de las cuales sigue desaparecida. Nitschke cuenta que Brayley rechazó las sugerencias de buscar asesoramiento y ya había obtenido el medicamento Nembutal. Brayley luego se suicidó en mayo de 2014. Aunque Nitschke no estaba al tanto de la investigación en ese momento, ahora cree que Brayley, a quien describió como un "asesino en serie", había tomado la decisión racional de suicidarse en lugar de enfrentar una larga prisión. Nitschke declaró que no cree haber podido cambiar la opinión de Brayley, que Brayley no era su paciente, que Brayley no estaba deprimido y no buscó ni quiso el consejo de Nitschke. La Junta Médica de Australia (MBA) y Beyondblue dijeron que Nitschke tenía la obligación de derivar al hombre a un psicólogo o psiquiatra (una opinión desestimada por la Corte Suprema de NT en 2015).
El 23 de julio de 2014, como consecuencia del caso Brayley, la MBA votó a favor de utilizar poderes de emergencia para suspender inmediatamente la licencia de su médico, con el argumento de que presentaba "un riesgo grave para la salud y la seguridad públicas". Nitschke dijo que apelaría la suspensión, que afirmó tenía motivaciones políticas, y que la Junta "dejó en claro que lo que realmente objetan es mi forma de pensar. Son ideas a las que objetan, es decir, mi creencia de que las personas deberían tener una derecho al suicidio, es algo que creen que es contrario a la práctica médica”. Nitschke dijo que la suspensión no afectará su trabajo para Exit International y que no había practicado la medicina durante años.
Nitschke apeló a un tribunal de MBA en Darwin para que se revocara su suspensión de julio de 2014 de ejercer la medicina. A fines de 2014, la apelación fue rechazada debido a que, aunque se aceptó que Brayley no era paciente de Nitschke, el controvertido concepto de suicidio racional era inconsistente con el código de conducta de la profesión médica y que, como médico que brinda asesoramiento sobre el suicidio, planteó un grave riesgo porque las personas pueden optar por suicidarse creyendo que es un camino sancionado por un médico y quizás por la profesión médica en general. Nitschke luego apeló la decisión del tribunal ante la Corte Suprema de Darwin.
El 6 de julio de 2015, el tribunal supremo del Territorio del Norte confirmó la apelación de Nitschke y concluyó que la suspensión de emergencia de su licencia por parte de la MBA no debería haber sido confirmada por un tribunal de revisión. El fallo del juez Hiley dijo que el tribunal y la junta habían malinterpretado el código de conducta de los médicos, que les obliga a "proteger y promover la salud de las personas", como algo que se extiende a todos los médicos y a todas las personas. "Un médico tendría que temer constantemente que cualquier interacción con cualquier otro individuo o comunidad, incluido un individuo que no es y nunca ha sido su paciente, puede violar el (código), incluso si el médico no hizo nada en circunstancias en las que no había otra obligación de hacer algo", dijo. Nitschke dijo que la interpretación errónea de la MBA era "ridícula" y contradecía el derecho consuetudinario. El abogado de Nitschke solicitará los costos de aproximadamente 300 000 dólares australianos, que se pagaron con donaciones, incluidos 20 000 dólares de la organización suiza de eutanasia Dignitas.
En octubre de 2015, el MBA levantó la suspensión de Nitschke pero elaboró una lista de 25 condiciones bajo las cuales Nitschke podría continuar ejerciendo. Estas condiciones incluían la prohibición de dar consejos o información al público o a los pacientes sobre la eutanasia, el Nembutal o el suicidio, y lo obligaron a rescindir su respaldo y participación en el manual 'Peaceful Pill' y los videos relacionados. En respuesta, Nitschke, calificando las acciones del MBA como "un intento torpe y de mano dura de restringir el libre flujo de información sobre la elección del final de la vida", encuestó a más de 1000 miembros de su grupo de defensa, Exit International, y recibió un fuerte apoyo para dando por terminado su registro médico. Como consecuencia de las restricciones del MBA y los resultados de la encuesta de miembros, Nitschke quemó públicamente su certificado de práctica médica y anunció el final de su carrera médica, prometiendo continuar promoviendo la eutanasia.
Nitschke declaró que seguirá siendo médico y usará legítimamente el título de "doctor" (tiene un doctorado), y seguirá atendiendo pacientes y miembros de Exit en las clínicas que dirige en Australia y otros países. A raíz de este incidente, Nitschke y su socia, Fiona Stewart, decidieron en 2015 trasladarse al entorno político-legal más liberal de Holanda.

## Conflicto con la policía
Nitschke afirma que él y su grupo son regularmente objeto de hostigamiento por parte de las autoridades, incluida la detención e interrogatorio en aeropuertos internacionales, y redadas en viviendas y locales de Exit International.[43][44][45][46][47]
El 2 de mayo de 2009, los funcionarios de inmigración británicos detuvieron a Nitschke durante nueve horas en el aeropuerto de Heathrow después de llegar para una visita al Reino Unido para dar una conferencia sobre la eutanasia voluntaria y las opciones para el final de la vida. Nitschke dijo que era una cuestión de libertad de expresión y que su detención decía algo sobre cambios en la sociedad británica que eran "bastante preocupantes".[48] A Nitschke se le dijo que él y su esposa, la autora Fiona Stewart, fueron detenidos porque los talleres podrían contravenir la ley británica.[48] Sin embargo, aunque ayudar a alguien a suicidarse en el Reino Unido era ilegal, la ley no se aplicaba a una persona que daba una conferencia sobre el concepto de eutanasia, y se permitió la entrada a Nitschke. Dame Joan Bakewell, la "Voz de las personas mayores" del gobierno británico, dijo que la actual ley británica sobre el suicidio asistido era "un desastre" y que Nitschke debería haber sido más bienvenido en el Reino Unido.[49]
El 1 de agosto de 2014, después de que el defensor de la eutanasia Max Bromson, de 66 años,[50] que sufría de cáncer de hueso terminal, terminara su vida con Nembutal en una habitación de motel de Glenelg, rodeado de miembros de su familia, la policía llevó a cabo una redada de tres horas en Exit International. Adelaida, interrogando a Nitschke y confiscando los teléfonos, computadoras y otros artículos de Nitschke.[51] Nitschke dijo que se sentía violado por las acciones policiales "duras e innecesarias" y las confiscaciones que paralizarían las actividades de Exit International.[51] En agosto de 2016, después de exactamente dos años de investigación, la policía de Australia del Sur informó que no se presentarían cargos contra nadie por la muerte.[52][53] En 2019, finalmente se devolvieron el teléfono y la computadora de Nitschke.[54]
En abril de 2016, la policía británica, actuando en una alerta de drogas de Interpol, forzó la entrada a la casa de un miembro de la organización de Nitschke, el profesor retirado Dr. Avril Henry, de 81 años,[55] que se encontraba delicado de salud.[56] Sin llamar, la policía —acompañada por un psiquiatra, un médico de cabecera y una trabajadora social— irrumpió en la casa de la Dra. Henry rompiendo la puerta de vidrio de su frente a las 10 p. m. y la interrogó durante seis horas, confiscando una botella de Nembutal importado y saliendo a las 4 a. m. . Decidieron que el Dr. Henry "tenía capacidad" y no sería seccionado (detenido involuntariamente para evaluación mental).[57] Preocupada de que la policía regresara y confiscara el Nembutal que le quedaba, se suicidó cuatro días después.[56] El Dr. Nitschke comentó que la policía había hecho que los últimos días del Dr. Henry en la tierra fueran una miseria y que "la policía debe darse cuenta de que en el Reino Unido, el suicidio no es un delito, y las autoridades de salud mental deben reconocer que no todos los que buscan terminar con su vida son en necesidad de intervención psiquiátrica”, agregando que la actuación policial fue “un importante abuso de poder contra una anciana vulnerable”[58].
En mayo de 2018, la Policía Federal Australiana utilizó personal de las fuerzas policiales locales en diferentes regiones del país para realizar redadas nocturnas en los hogares de miembros mayores de Exit, exigiendo saber si habían comprado el medicamento de eutanasia Nembutal.[59] Los jubilados con problemas de salud, algunos en sillas de ruedas, se vieron obligados a abandonar sus camas y responder a las preguntas de la policía.

### Operación Painter (Operation Painter)
En octubre de 2016, la policía de Nueva Zelanda, en un código de operación "encubierta" llamado "Operación Painter" ("Operation Painter"), instaló barricadas (puestos de control) fuera de una reunión de Exit International y anotó los nombres y direcciones de todos los asistentes. Posteriormente, algunos de los miembros mayores del grupo fueron visitados en sus hogares por la policía con órdenes de arresto y se realizaron registros. Se incautaron computadoras, tabletas, cámaras fotográficas, cartas y libros. Nitschke dijo que las acciones policiales no tenían precedentes y probablemente violaban la Declaración de Derechos, que garantizaba la libertad de asociación. La operación policial fue objeto de una investigación de la Autoridad Independiente de Conducta Policial. Siguieron acciones legales contra la policía. En marzo de 2018, la Autoridad Independiente de Conducta Policial determinó que la Operación Pintor era ilegal.
Esto coincidió con otra acción de la policía de Nueva Zelanda en la que Patsy McGrath, de 76 años, miembro del grupo Exit de Nitschke, allanó su casa en 2016 y confiscó su cilindro de globo de helio comprado en una tienda bajo orden judicial. Posteriormente se determinó que la confiscación del cilindro era ilegal y se lo devolvieron en 2018.

## Opiniones sobre la eutanasia

### Morir con dignidad
El 29 de abril de 2009, Nitschke dijo: "Parece que exigimos a los humanos que vivan con la indignidad, el dolor y la angustia, mientras que somos más amables con nuestras mascotas cuando su sufrimiento se vuelve demasiado. Simplemente no es lógico ni maduro. El problema es que hemos tenido demasiado muchos siglos de tonterías religiosas". Trabaja principalmente con personas mayores de las que se inspira, diciendo: "Te sientes bastante inspirado y animado por las personas mayores que ven esto como un enfoque bastante práctico".
En julio de 2009, Nitschke dijo que ya no creía que la eutanasia voluntaria solo debería estar disponible para los enfermos terminales, sino que las personas mayores que temen envejecer y quedar incapacitadas también deberían tener una opción.
Nitschke espera que a un número creciente de personas que importen sus propios medicamentos para la eutanasia "realmente no les importe si la ley cambia o no".

### Cuidados paliativos
Los especialistas en cuidados paliativos afirman que muchas solicitudes de eutanasia surgen del temor a la angustia física o psicológica en los últimos días del paciente, y que la disponibilidad generalizada y equitativa de servicios especializados de cuidados paliativos reducirá las solicitudes de eutanasia. Nitschke rechaza este argumento. "Tenemos demasiadas personas que tienen los mejores cuidados paliativos del mundo y todavía quieren saber que pueden poner fin a las cosas", dijo. "En general, a los cuidados paliativos les ha ido bastante bien en la discusión sobre el tema de la eutanasia, porque son ellos los que han argumentado que solo necesitan una mejor financiación y entonces nadie querrá morir jamás, eso es una mentira".

### Jóvenes y suicidio
En 2010, el Instituto Victoriano de Medicina Forense publicó un informe sobre las muertes australianas causadas por el fármaco Nembutal, que Nitschke recomienda como fármaco de eutanasia. De las 51 muertes estudiadas, 14 fueron de personas entre 20 y 40 años. Nitschke reconoció que las personas menores de 50 años que no tenían una enfermedad terminal podían acceder a la información sobre el medicamento que se proporcionaba en línea, pero argumentó que el riesgo era necesario para ayudar a los ancianos y los enfermos graves.
Se alegó que Joe Waterman, de 25 años, se había suicidado después de acceder al manual de eutanasia en línea de Nitschke, tergiversando su edad como mayor de 50 años. Waterman posteriormente importó Nembutal y acabó con su vida. En otro caso, Lucas Taylor, de 26 años, se suicidó en Alemania tomando Nembutal después de solicitar consejo en un foro en línea de Exit International (al cual, según Nitschke, accedió afirmando que tenía 65 años).

### Argumento de los derechos individuales
Nitschke argumenta que una persona individual tiene el derecho fundamental de controlar su propia muerte al igual que tiene el derecho de controlar su propia vida. Él cree en tener la "píldora pacífica" disponible para todos los adultos en su sano juicio.

## Censura

### Internet
El 22 de mayo de 2009 se reveló en la prensa, citando a WikiLeaks, que el gobierno australiano había agregado el Manual de la Píldora Pacífica en línea a la lista negra mantenida por la Autoridad Australiana de Comunicaciones y Medios que se utiliza para filtrar el acceso a Internet de los ciudadanos de Australia. El Ministro de Comunicaciones de Australia, Stephen Conroy, planeó introducir una legislación justo antes de las elecciones de 2010 para hacer que los proveedores de servicios de Internet bloqueen una lista negra de sitios web de "clasificación rechazada". Se espera que la lista negra incluya los sitios web de Exit y otros sitios similares. Nitschke dijo que las propuestas eran el "último clavo en el ataúd de la defensa de la eutanasia" en Australia, donde a las personas se les prohíbe discutir temas relacionados con el final de la vida por teléfono, comprar libros al respecto o importar material impreso. "La única vía que teníamos abierta para nosotros era Internet, y ahora parece que será parte del gran plan de Conroy para proporcionar una alimentación limpia a Australia. Es indignante". En abril de 2010, Nitschke comenzó a realizar una serie de "Clases magistrales de piratería" para enseñar a las personas cómo sortear el filtro de Internet australiano. El acceso al Manual de píldoras pacíficas en línea de Nitschke fue bloqueado durante las pruebas del filtro del gobierno. Una portavoz del gobierno dijo que la eutanasia no sería el objetivo del filtro propuesto, pero confirmó que "El (sitio web)... para acceder a una versión electrónica del [Manual de la Píldora Pacífica] se clasificó como clasificación rechazada" porque proporcionó información detallada instrucción en "delitos relativos a la posesión, fabricación e importación de barbitúricos". Nitschke dijo que Exit International investigaría si podía configurar su propio servidor proxy o túnel VPN, para que sus miembros tuvieran una forma segura de acceder a su información. En enero de 2018, YouTube eliminó el canal de YouTube de Nitschke "Exiyourtube". El canal había estado operando durante 10 años. YouTube no dio ninguna razón por la cual la cuenta se eliminó sin previo aviso.

### Televisión
El 10 de septiembre de 2010, Nitschke se quejó de que el autorregulador de contenido publicitario de Commercials Advice en la televisión comercial australiana había impedido la proyección televisiva de un anuncio pagado de Exit International en el que un actor representaba a un moribundo que solicitaba la opción de la eutanasia voluntaria. Según se informa, Commercials Advice citó la Sección 2.17.5 del Código de Práctica de Televisión Comercial: Suicidio. Se consideró que el anuncio toleraba la práctica del suicidio. Nitschke respondió que los actos de Asesoramiento Comercial constituyen una injerencia en el derecho a la libertad de expresión. Anuncios de televisión similares, planeados para su uso durante la gira de conferencias canadienses de Nitschke en 2010, también fueron prohibidos por la Oficina de Televisión de Canadá, luego de la presión ejercida por grupos de presión contra la eutanasia.

### Vallas publicitarias
En 2010, Nitschke planeó usar vallas publicitarias en Australia para presentar el mensaje "El 85 por ciento de los australianos apoya la eutanasia voluntaria, pero nuestro gobierno no escuchará". En septiembre de 2010, Billboards Australia bloqueó la campaña publicitaria de Nitschke. Billboards Australia citó una sección de la Ley de Delitos de Nueva Gales del Sur que prohíbe ayudar o incitar al suicidio o al intento de suicidio. Se le dijo a Nitschke que brindara asesoramiento legal que describiera cómo su valla publicitaria no violó esta ley, una solicitud que Nitschke describió como "ridícula", señalando que las vallas publicitarias instan a "un cambio político y de ninguna manera podrían considerarse una violación de la ley de crímenes". Nitschke dijo que había buscado una opinión legal del destacado abogado de derechos humanos Greg Barns. El abogado logró convencer a Billboards Australia para que rescindiera parcialmente su fallo.

## Premios y reconocimientos
- En 1996 Nitschke recibió el premio de la Fundación Humanitaria Rainier .
- En 1998 Nitschke fue reconocido como Humanista del año por el Council of Australian Humanist Societies.
- Ha sido dos veces finalista del premio Australian of the year (2005 y 2006).

## Libros
- Killing Me Softly: Voluntary Euthanasia And The Road To The Peaceful Pill; 2005.
- The Peaceful Pill Handbook; 2007. Prohibido o con ventas limitadas en Australia y Nueva Zelanda.[4][5][6]
- Damned If I Do, autobigrafía (con Peter Corris); 2013.[7]